# Палметто (Луїзіана)
Палметто (англ. Palmetto) — селище (англ. village) в США, в окрузі Сент-Ландрі штату Луїзіана. Населення — 92 особи (2020).

## Географія
Палметто розташоване за координатами 30°43′4″ пн. ш. 91°54′33″ зх. д. / 30.71778° пн. ш. 91.90917° зх. д. (30.717738, -91.909118).  За даними Бюро перепису населення США в 2010 році селище мало площу 2,32 км², з яких 2,30 км² — суходіл та 0,03 км² — водойми.

## Демографія
Згідно з переписом 2010 року, у селищі мешкали 164 особи в 74 домогосподарствах у складі 43 родин. Густота населення становила 71 особа/км².  Було 93 помешкання (40/км²).
Расовий склад населення:
| - 50,6 % — білих - 45,1 % — чорних або афроамериканців |

До двох чи більше рас належало 4,3 %. Частка іспаномовних становила 0,0 % від усіх жителів.
За віковим діапазоном населення розподілялося таким чином: 20,7 % — особи молодші 18 років, 62,2 % — особи у віці 18—64 років, 17,1 % — особи у віці 65 років та старші. Медіана віку мешканця становила 43,7 року. На 100 осіб жіночої статі у селищі припадало 92,9 чоловіків;  на 100 жінок у віці від 18 років та старших — 97,0 чоловіків також старших 18 років.
Середній дохід на одне домашнє господарство  становив 45 799 доларів США (медіана — 25 500), а середній дохід на одну сім'ю — 34 011 долар (медіана — 22 500). Медіана доходів становила 29 844 долари для чоловіків та 26 250 доларів для жінок. За межею бідності перебувало 26,3 % осіб, у тому числі 48,1 % дітей у віці до 18 років та 15,4 % осіб у віці 65 років та старших.
Цивільне працевлаштоване населення становило 37 осіб. Основні галузі зайнятості: роздрібна торгівля — 27,0 %, будівництво — 18,9 %, оптова торгівля — 16,2 %, мистецтво, розваги та відпочинок — 16,2 %.